# Космічне агентство
Космі́чне аге́нство, космі́чна аге́нція — державна організація, яка керує та виконує певну космічну програму тієї чи тієї країни.

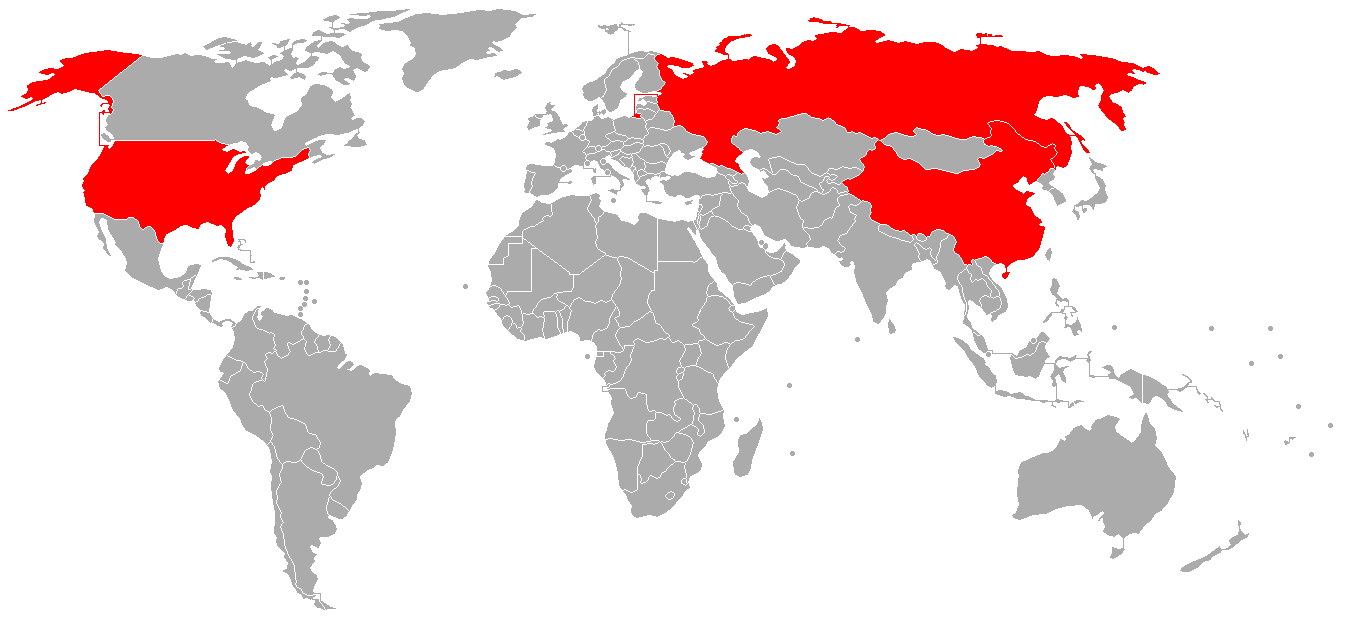
Країни, що здійснили пілотовані польоти
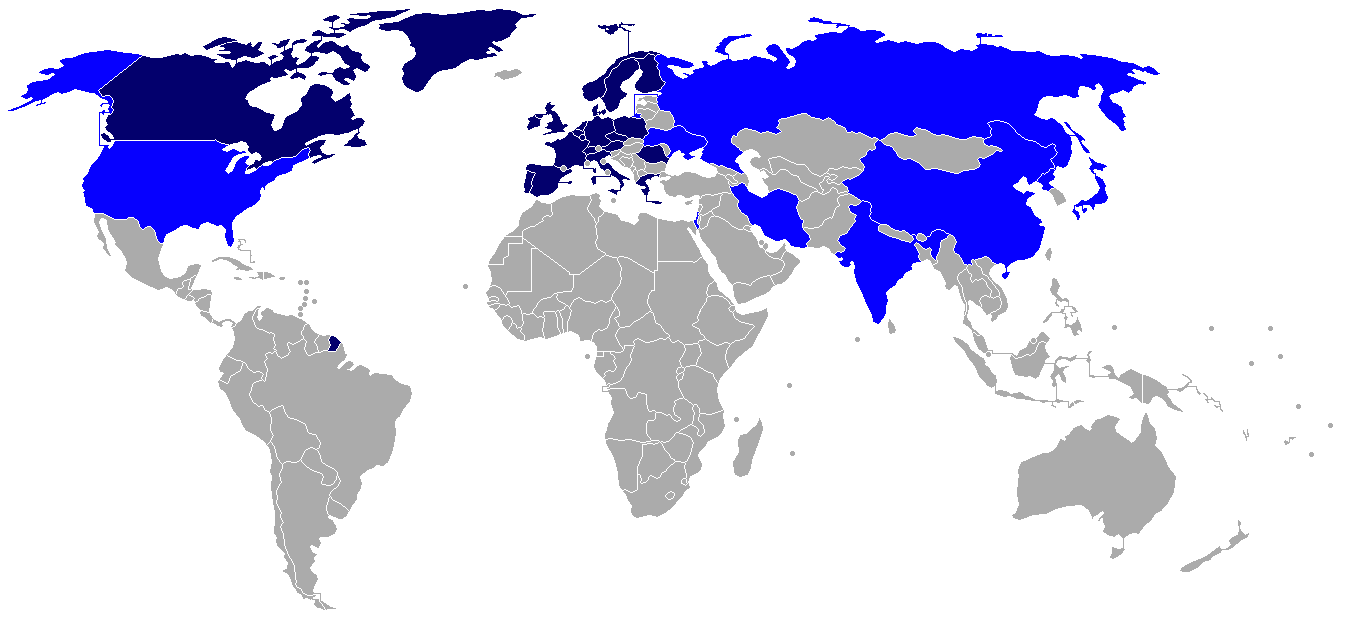
Країни, що здійснюють пуски ракето-носіїв
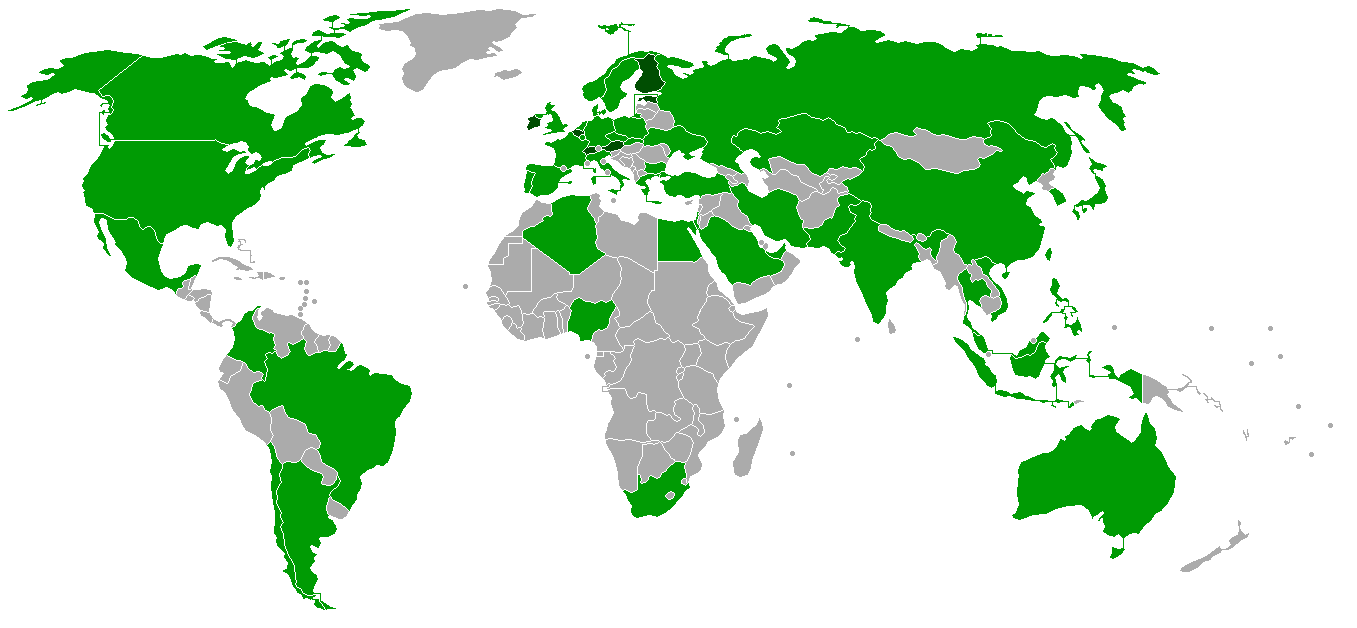
Країни, що володіють супутниками

Кольоровий код
Досягнення космічних агентств позначені так: